# Galina Magidson
Galina Magidson-Reztsova (Russisch: Галина Магидсон-Резцова) (24 september 1943) was een basketbalspeelster. Ze kwam uit voor het nationale team van de Sovjet-Unie. Ze werd Meester in de sport van de Sovjet-Unie in 1964.

## Carrière
Magidson speelde haar carrière bij Universitet Alma-Ata, Dinamo Kiev en Oeralmasj Sverdlovsk. Met het nationale team van de Sovjet-Unie won Magidson twee keer goud op het Europees kampioenschap in 1964 en 1966.

## Erelijst
- Europees kampioenschap: 2
  - Goud: 1964, 1966